# True Blue (canção de Luna Sea)
"True Blue" é o quarto single da banda de rock japonesa Luna Sea, lançado em 21 de setembro de 1994 pela MCA Victor e incluído no álbum Mother. Alcançou a primeira posição na Oricon e foi certificado platina pela RIAJ.

## Composição
Composta pelo baixista J, a faixa-título é preenchida com ruídos a medida que acaba. Sobre a canção, o guitarrista Sugizo afirmou "quando muito ruído é acumulado, parece naturalmente flutuante ou encantador, como se as emoções fossem, e não se tornam um tom."

## Recepção e legado
Foi o primeiro lançamento da banda a alcançar a primeira posição nas paradas semanais da Oricon Singles Chart, mantendo-se por 17 semanas. Alcançou a 64° posição nas paradas anuais. Em 2000, foi certificado disco de Platina pela Recording Industry Association of Japan (RIAJ) por vender mais de 400.000 cópias.
A banda de death metal melódico Blood Stain Child fez um cover da canção para seu álbum de 2005 Idolator.

## Faixas
Todas as letras escritas por Ryuichi, todas as músicas compostas por J.
| N.º            | Título         | Duração |  |
| 1.             | "True Blue"    | 3:45    |  |
| 2.             | "Fallout"      | 6:57    |  |
| Duração total: | Duração total: | 10:42   |  |

## Ficha técnica
Luna Sea
- Ryuichi - vocais
- Sugizo - guitarra
- Inoran - guitarra
- J - baixo
- Shinya - bateria

## Desempenho nas paradas
| Parada (1994)                          | Posição de pico |
| -------------------------------------- | --------------- |
| Japão (Oricon Singles Chart) (semanal) | #1              |
| Japão (Oricon Singles Chart) (anual)   | #64             |